# داش‌تپه (خدابنده)
داش تپه در شهرستان خدابنده، بخش سجاسرود، روستای آقاجری واقع شده و این اثر در تاریخ ۷ مهر ۱۳۸۱ با شمارهٔ ثبت ۶۲۵۸ به‌عنوان یکی از آثار ملی ایران به ثبت رسیده است.